# Nattheim
Nattheim település Németországban, azon belül Baden-Württembergben. Lakosainak száma 6533 fő (2023. december 31.).

## Népesség
A település népessége az elmúlt években az alábbi módon változott:
| Lakosok száma | 3360 | 4156 | 5050 | 5337 | 5604 | 6070 | 6315 | 6302 | 6104 | 6533 |
|               | 1961 | 1967 | 1974 | 1980 | 1987 | 1993 | 2000 | 2006 | 2013 | 2023 |